# Medlog
Mèdlog je naselje ob zahodnem robu Celja ob meji z občino Žalec.

## Prebivalstvo
Etnična sestava 1991:
- Slovenci: 255 (85,3 %)
- Hrvati: 15 (5 %)
- Srbi: 5 (1,7 %)
- Muslimani: 1
- Črnogorci: 1
- Italijani: 1
- Neznano: 21 (7 %)